# VakıfBank Spor Kulübü 2022-2023
Questa voce raccoglie le informazioni riguardanti il VakıfBank Spor Kulübü nelle competizioni ufficiali della stagione 2022-2023.

## Stagione
Il VakıfBank Spor Kulübü non utilizza alcuna denominazione sponsorizzata nella stagione 2022-23.
Ottiene un secondo posto al termine della regular season di Sultanlar Ligi, che vale l'accesso ai play-off scudetto: eliminato in semifinale dopo aver disputato il golden set contro il Fenerbahçe, conquista poi il terzo posto ai danni del Türk Hava Yolları. Nelle altre due competizioni nazionali disputa altre due finali contro il Fenerbahçe, perdendo quella di Supercoppa turca e vincendo quella di Coppa di Turchia.
In ambito internazionale esce sconfitto nella finale del campionato mondiale contro le italiane dell'Imoco, andando in seguito ad aggiudicarsi la sesta Champions League della propria storia, sconfiggendo in finale le concittadine dell'Eczacıbaşı.

## Organigramma societario
Area direttiva
- Presidente: Abdi Üstünsalih

Area tecnica
- Allenatore: Giovanni Guidetti
- Allenatore in seconda: César Hernández
- Assistente allenatore: Saim Pakkan
- Scoutman: Fatih Yağcı

## Rosa
| N° | Nome               | Ruolo | Data di nascita  | Nazionalità sportiva |
| -- | ------------------ | ----- | ---------------- | -------------------- |
| 3  | Cansu Özbay        | P     | 17 ottobre 1996  | Turchia              |
| 5  | Ayça Aykaç         | L     | 27 febbraio 1996 | Turchia              |
| 6  | Kübra Akman        | C     | 13 ottobre 1994  | Turchia              |
| 7  | Chiaka Ogbogu      | C     | 15 aprile 1995   | Stati Uniti          |
| 8  | Paola Egonu        | O     | 18 dicembre 1998 | Italia               |
| 9  | Bilge Paşa         | C     | 24 ottobre 2005  | Turchia              |
| 10 | Gabriela Guimarães | S     | 19 maggio 1994   | Brasile              |
| 12 | Selin Çalışkan     | P     | 3 giugno 2005    | Turchia              |
| 13 | Buket Gülübay      | P     | 28 febbraio 1999 | Turchia              |
| 14 | Alexia Căruțașu    | O     | 10 giugno 2003   | Turchia              |
| 15 | Kara Bajema        | S     | 24 marzo 1998    | Stati Uniti          |
| 16 | Aylin Sarıoğlu     | L     | 21 luglio 1995   | Turchia              |
| 17 | Derya Cebecioğlu   | S     | 24 ottobre 2000  | Turchia              |
| 18 | Zehra Güneş        | C     | 7 luglio 1999    | Turchia              |
| 19 | Nika Daalderop     | S     | 29 novembre 1998 | Paesi Bassi          |
| 21 | Bahar Akbay        | C     | 21 gennaio 1998  | Turchia              |

## Statistiche

### Statistiche di squadra
| Competizione        | Punti | In casa | In casa | In casa | In trasferta | In trasferta | In trasferta | Totale | Totale | Totale |
| Competizione        | Punti | G       | V       | P       | G            | V            | P            | G      | V      | P      |
| ------------------- | ----- | ------- | ------- | ------- | ------------ | ------------ | ------------ | ------ | ------ | ------ |
| Sultanlar Ligi      | 68    | 15      | 14      | 1       | 15           | 12           | 3            | 30     | 26     | 4      |
| Coppa di Turchia    | -     | 1       | 1       | 0       | 0            | 0            | 0            | 3      | 3      | 0      |
| Supercoppa turca    | -     | -       | -       | -       | -            | -            | -            | 1      | 0      | 1      |
| Champions League    | 13    | 6       | 3       | 3       | 6            | 6            | 0            | 13     | 10     | 3      |
| Campionato mondiale | 6     | -       | -       | -       | -            | -            | -            | 4      | 3      | 1      |
| Totale              | -     | 22      | 18      | 4       | 21           | 18           | 3            | 51     | 42     | 9      |

G = partite giocate; V = partite vinte; P = partite perse

### Statistiche dei giocatori
| Giocatore     | Campionato | Campionato | Campionato | Campionato | Campionato | Coppa di Turchia | Coppa di Turchia | Coppa di Turchia | Coppa di Turchia | Coppa di Turchia | Supercoppa turca | Supercoppa turca | Supercoppa turca | Supercoppa turca | Supercoppa turca | Champions League | Champions League | Champions League | Champions League | Champions League | Campionato mondiale | Campionato mondiale | Campionato mondiale | Campionato mondiale | Campionato mondiale | Totale | Totale | Totale | Totale | Totale |
| Giocatore     | P          | PT         | AV         | MV         | BV         | P                | PT               | AV               | MV               | BV               | P                | PT               | AV               | MV               | BV               | P                | PT               | AV               | MV               | BV               | P                   | PT                  | AV                  | MV                  | BV                  | P      | PT     | AV     | MV     | BV     |
| ------------- | ---------- | ---------- | ---------- | ---------- | ---------- | ---------------- | ---------------- | ---------------- | ---------------- | ---------------- | ---------------- | ---------------- | ---------------- | ---------------- | ---------------- | ---------------- | ---------------- | ---------------- | ---------------- | ---------------- | ------------------- | ------------------- | ------------------- | ------------------- | ------------------- | ------ | ------ | ------ | ------ | ------ |
| B. Akbay      | 18         | 87         | 45         | 33         | 9          | 1                | 1                | 1                | 0                | 0                | 0                | 0                | 0                | 0                | 0                | 3                | 4                | 3                | 1                | 0                | 0                   | 0                   | 0                   | 0                   | 0                   | 22     | 92     | 49     | 34     | 9      |
| K. Akman      | 22         | 87         | 42         | 33         | 12         | 3                | 12               | 3                | 7                | 2                | 1                | 4                | 1                | 2                | 1                | 3                | 18               | 8                | 10               | 0                | 0                   | 0                   | 0                   | 0                   | 0                   | 29     | 121    | 54     | 52     | 15     |
| A. Aykaç      | 24         | 0          | 0          | 0          | 0          | 3                | 0                | 0                | 0                | 0                | 1                | 0                | 0                | 0                | 0                | 12               | 0                | 0                | 0                | 0                | 4                   | 0                   | 0                   | 0                   | 0                   | 44     | 0      | 0      | 0      | 0      |
| K. Bajema     | 25         | 179        | 146        | 16         | 17         | 3                | 22               | 20               | 2                | 0                | 0                | 0                | 0                | 0                | 0                | 13               | 116              | 86               | 19               | 11               | 3                   | 3                   | 2                   | 0                   | 1                   | 44     | 320    | 254    | 37     | 29     |
| S. Çalışkan   | 0          | 0          | 0          | 0          | 0          | -                | -                | -                | -                | -                | -                | -                | -                | -                | -                | -                | -                | -                | -                | -                | -                   | -                   | -                   | -                   | -                   | 0      | 0      | 0      | 0      | 0      |
| A. Căruțașu   | 27         | 219        | 165        | 23         | 31         | 2                | 2                | 2                | 0                | 0                | 1                | 1                | 1                | 0                | 0                | 9                | 46               | 36               | 3                | 7                | 4                   | 4                   | 3                   | 1                   | 0                   | 43     | 272    | 207    | 27     | 38     |
| D. Cebecioğlu | 24         | 131        | 111        | 11         | 9          | 2                | 6                | 5                | 1                | 0                | 1                | 3                | 2                | 1                | 0                | 10               | 32               | 30               | 0                | 2                | 3                   | 2                   | 0                   | 0                   | 2                   | 40     | 174    | 148    | 13     | 13     |
| N. Daalderop  | 19         | 161        | 130        | 16         | 15         | 1                | 4                | 3                | 1                | 0                | 1                | 4                | 4                | 0                | 0                | 6                | 49               | 36               | 7                | 6                | 4                   | 26                  | 19                  | 6                   | 1                   | 31     | 244    | 192    | 30     | 22     |
| P. Egonu      | 21         | 379        | 340        | 22         | 17         | 3                | 65               | 58               | 3                | 4                | 1                | 22               | 19               | 2                | 1                | 13               | 275              | 242              | 23               | 10               | 4                   | 93                  | 81                  | 6                   | 6                   | 42     | 834    | 740    | 56     | 38     |
| G. Guimarães  | 25         | 278        | 241        | 25         | 12         | 3                | 38               | 36               | 0                | 2                | 1                | 6                | 5                | 0                | 1                | 10               | 110              | 90               | 14               | 6                | 4                   | 49                  | 41                  | 6                   | 2                   | 43     | 481    | 413    | 45     | 23     |
| B. Gülübay    | 28         | 32         | 13         | 8          | 11         | 3                | 0                | 0                | 0                | 0                | 1                | 0                | 0                | 0                | 0                | 11               | 16               | 10               | 3                | 3                | 3                   | 0                   | 0                   | 0                   | 0                   | 46     | 48     | 23     | 11     | 14     |
| Z. Güneş      | 20         | 179        | 100        | 70         | 9          | 3                | 17               | 10               | 6                | 1                | 1                | 7                | 4                | 1                | 2                | 11               | 89               | 55               | 27               | 7                | 4                   | 24                  | 17                  | 5                   | 2                   | 39     | 316    | 186    | 109    | 21     |
| C. Ogbogu     | 15         | 86         | 63         | 21         | 3          | 1                | 1                | 1                | 0                | 0                | 1                | 1                | 1                | 0                | 0                | 12               | 99               | 64               | 32               | 3                | 4                   | 40                  | 32                  | 8                   | 0                   | 33     | 227    | 161    | 61     | 6      |
| C. Özbay      | 23         | 33         | 4          | 17         | 12         | 3                | 11               | 0                | 6                | 5                | 1                | 1                | 0                | 1                | 0                | 13               | 23               | 8                | 9                | 6                | 4                   | 7                   | 0                   | 5                   | 2                   | 44     | 75     | 12     | 38     | 25     |
| B. Paşa       | 0          | 0          | 0          | 0          | 0          | -                | -                | -                | -                | -                | -                | -                | -                | -                | -                | -                | -                | -                | -                | -                | -                   | -                   | -                   | -                   | -                   | 0      | 0      | 0      | 0      | 0      |
| A. Sarıoğlu   | 18         | 0          | 0          | 0          | 0          | 1                | 0                | 0                | 0                | 0                | 0                | 0                | 0                | 0                | 0                | 7                | 0                | 0                | 0                | 0                | 1                   | 0                   | 0                   | 0                   | 0                   | 27     | 0      | 0      | 0      | 0      |

P = presenze; PT = punti totali; AV = attacchi vincenti; MV = muri vincenti; BV = battute vincenti